# Li Yong-ae
Li Yong-ae (ur. 14 listopada 1965) – północnokoreańska lekkoatletka, która specjalizowała się w skoku w dal.
Dwukrotna medalistka lekkoatletycznych mistrzostw Azji: w 1987 zdobyła brązowy krążek, a w 1991 złoto ustanawiając rekord kraju. W 1990 roku zajęła trzecie miejsce w igrzyskach azjatyckich. W 1992 roku była uczestniczką igrzysk olimpijskich. Rekord życiowy: 6,79 (21 października 1991, Kuala Lumpur).